# Mszanka (dopływ Raby)
Mszanka – rzeka będąca prawym dopływem Raby. Ma długość 19 km, a powierzchnia jej dorzecza wynosi 174 km². Wypływa na wysokości około 727 m na zachodnim stoku przełęczy Przysłop w miejscowości Lubomierz. Płynie przez Lubomierz, Mszanę Górną oraz Mszanę Dolną w województwie małopolskim, w powiecie limanowskim, w gminie Mszana Dolna. Zbiera wody z północnych zboczy Gorców oraz z południowej części Beskidu Wyspowego. W Mszanie Dolnej na wysokości 372 m uchodzi do Raby.
Rzeka płynie głęboką kotliną, stanowiąca naturalną granicę pomiędzy Gorcami i Beskidem Wyspowym. W górnym jej biegu tworzy liczne skalne progi i głębokie żleby. Jest ciekawym obiektem badań dla geologów. W Lubomierzu, na potoku Czerwonka w pobliżu kościoła można obserwować odsłonięcia pochodzących z dolnego eocenu pstrych łupków formacji z Łabowej. W Lubomierzu w korycie Mszanki oraz jej dopływu – Potoku Rosocha występują bardzo efektowne odsłonięcia tworzących pasiaki szarych, zielonych, beżowych i czerwonych łupków formacji beloweskiej. Występuje w nich ogromna liczba skamieniałości.
Mszanka ma wiele dopływów. W kolejności od jej ujścia w górę rzeki większe z nich to:
- prawobrzeżne: Potok Morysów, Szklanówka, Słomka, Potok Ściborów, Łostóweczka, Łętówka, Potok Pieczonków, Wierzbienica, Głęboki Potok, Butorów Potok, Pajdzików Potok, Potok Dudów,
- lewobrzeżne: Porębianka, Dziedziny, Potok Bolsęgów, Potok Kubików, Mętny, Rychlów, Ratulowiec, Rosocha, Potok Średni, Doliny Borkowe, Potok Redyków[2].

W rzece żyje wiele ryb. Łowić wolno je tylko wędką na sztuczną muchę. Od 2008 obowiązuje na całej rzece zakaz zabierania złowionych ryb zgodnie z zasadą C&R (catch and release) – złów i uwolnij. Na podstawie pomiarów przeprowadzonych na Mszance w 2005 r. w 3. kilometrze od jej ujścia stwierdzono, że jej woda miała I klasę czystości, co wskazuje na zupełny brak zanieczyszczeń antropogenicznych.
Rzeka jest na znacznej części swojego biegu uregulowana hydrotechnicznie. Znajdują się na niej betonowe stopnie wodne (specjalne tamy), które w czasie letnich upałów wykorzystywane są jako kąpieliska. W okresie dużych przyborów wód rzeka nie mieści się w swoim łożysku i zalewa okoliczne miejscowości, obrywa brzegi i miejscami zmienia swój bieg. Wtedy również (tam, gdzie rzeka nie jest regulowana), wytwarza naturalne baniory o średnicy od kilku do kilkunastu metrów i głębokości do 3 m, które również wykorzystywane są jako kąpieliska. W dolnym swoim biegu, gdzie rzeka zwalnia, odkłada niesione w czasie większych przyborów kamienie – tzw. otoczaki, które tworzą kamienne łachy (zwane kamieniskami), miejscami bardzo rozległe. Najwyższe średnie stany wód są w maju, najniższe w styczniu.
Pierwsza odnotowana wzmianka o rzece pochodzi z 1254 r., rzeka figuruje w dokumencie pod nazwą Mschena. Na dawnych mapach górny bieg rzeki w obrębie miejscowości Lubomierz miał nazwę Lubomierz. Być może nazwa rzeki wywodzi się od wołoskiego słowa „muschi”, które oznacza mech.

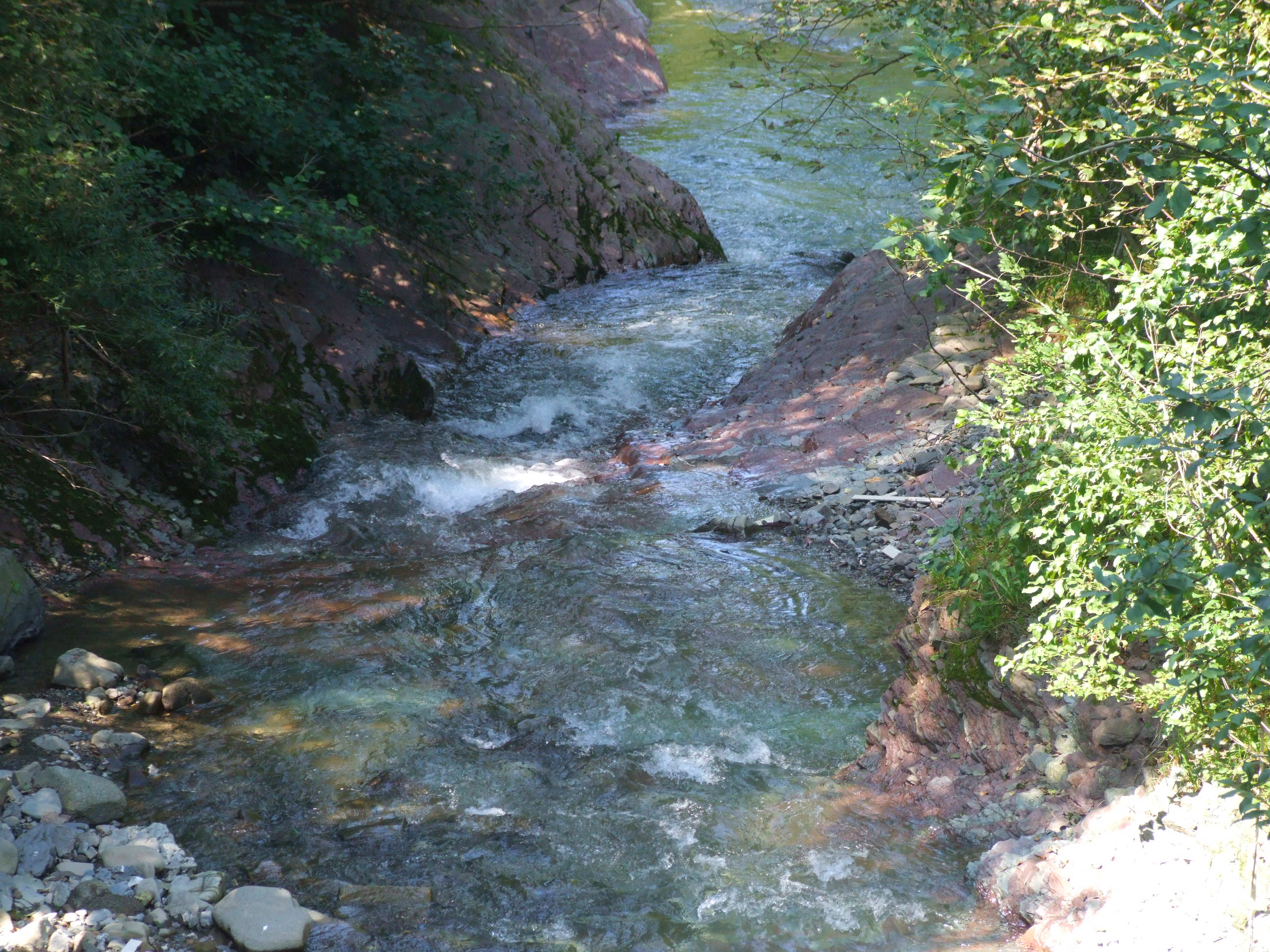
Mszanka w Lubomierzu